# Шервашидзе, Дотаго
Дотаго Шервашидзе — эристав Абхазии, из рода Шервашидзе. Был упомянут, как «эристав цхумский» в грузинском летописном своде «Картлис цховреба», где значились многие эриставы, утверждённые на своих должностях царицей Тамарой. Дотаго был назначен эриставом Эриставства Сухумского царицей Тамарой в 1184.

## Происхождение
Существует версия что его предок Отаго I, происходил из второй династии ширваншахов, возможно из семьи Минучихра Великого. А именно считается, что владетельный княжеский род Шервашидзе восходит к эмиру Абуласвару II — Шавиру (Aboulaswar II — Schawir), который правил в Ширване, и чья династия восходит к VII веку. Его, плененного, в 1124 году привез в Грузию царь Давид IV Строитель.